# Земсков, Андрей Викторович
Андре́й Ви́кторович Земско́в (р. 28 апреля 1968, Комсомольск-на-Амуре, Хабаровский край) — поэт, автор-исполнитель песен.

## Биография
Родился 28 апреля 1968 года в Комсомольске-на-Амуре, жил в Хабаровске, Владивостоке, Харькове, Иерусалиме, Словакии.
Записал ряд авторских песенных альбомов. С 2000 по 2019 год регулярно выступал с авторскими концертами.
В 1995 и 2000 годах в Хабаровске изданы две брошюры ранних стихов. В 2012 году в Харькове (Украина) издан сборник стихов «Голос, живущий во мне». В 2019 году в издательстве "Ridero" издана книга стихов «Колокольное дерево». В 2024 году в Братиславе (Словакия) издана книга стихов «Колёсная лира». Лишь последние две книги автор считает зрелыми.
Один из постоянных авторов литературного журнала «Дальний Восток» (Хабаровск).
Инициатор открытия в 2006 году возле Пушкинского театра г. Владивостока мемориальной доски В. С. Высоцкому.